# Ileana Stana-Ionescu

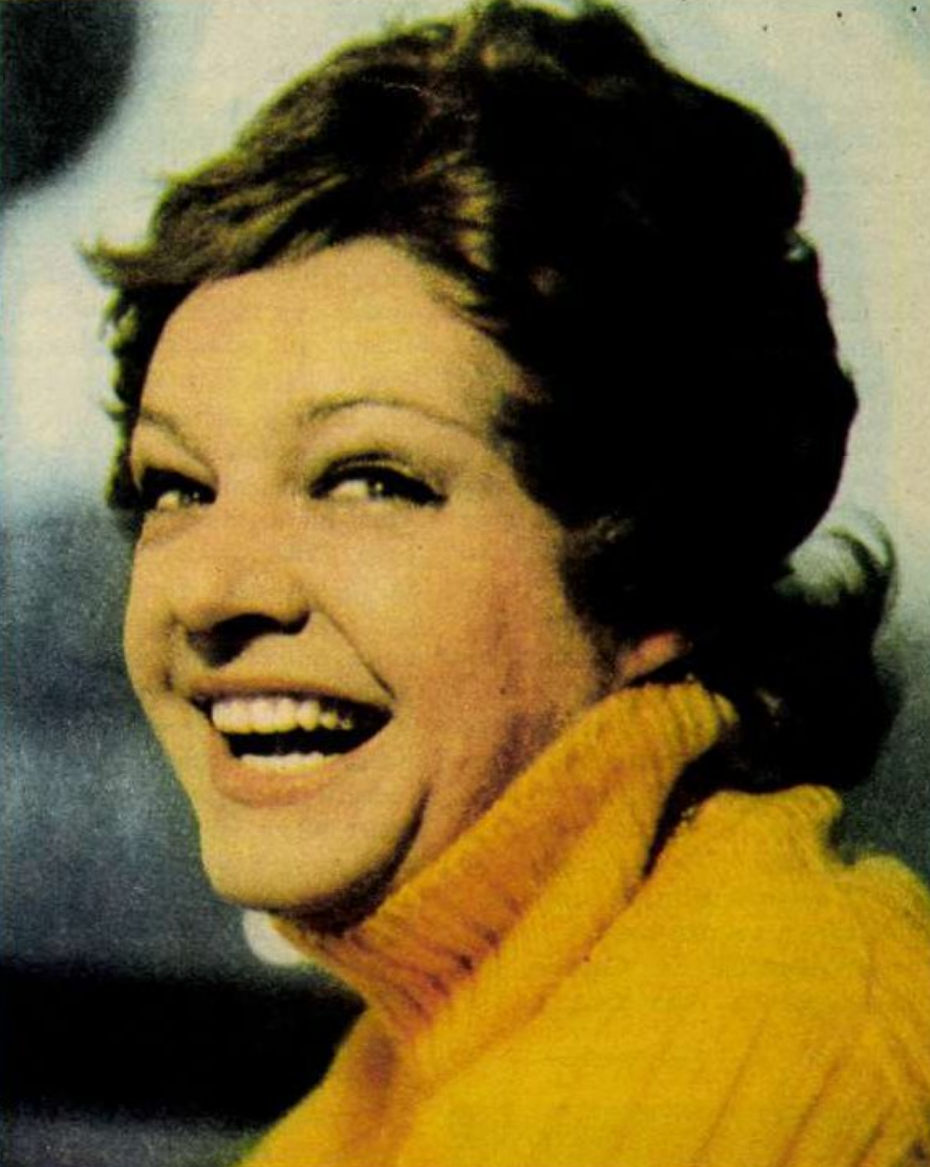
Ileana Stana-Ionescu (1975)

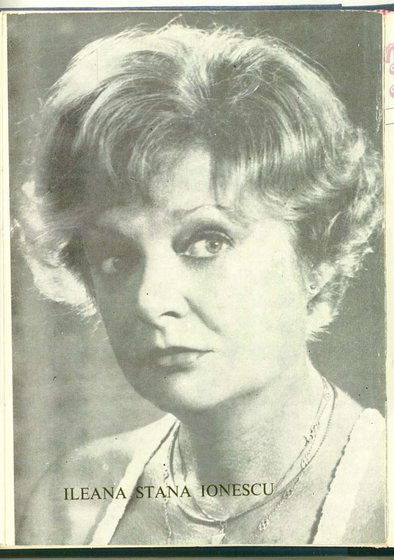
Ileana Stana-Ionescu (1985)

Ileana Stana-Ionescu (n. 14 septembrie 1936, Brad, Hunedoara, România – d. 30 iunie 2024, București, România) a fost o actriță și deputată română.

## Biografie
Ileana Stana-Ionescu s-a născut în anul 1936. După mamă a avut origini italiene. Când avea șase ani, tatăl ei a murit în Al Doilea Război Mondial. A trăit de la vârsta de cinci ani, cu familia, în Turnu Severin, unde a urmat școala primară și liceul.
După absolvirea liceului teoretic a plecat să lucreze la Reșița, unde locuia un frate de-al tatălui. Acolo frecventa spectacolele trupei de teatru.
A debutat ca actriță în anul 1955, la vârsta de 19 ani, la Teatrul de Stat din Reșița, cu rolul Agnes în Școala femeilor de Molière. În anul 1959 s-a transferat la Teatrul Tineretului din Piatra Neamț. În 1964 a debutat în cinematografie în pelicula Merii sălbatici, în regia lui Alecu Croitoru.
Din anul 1965 a lucrat la Teatrul Național din București, precum și la televiziune. Din anul 2002 a fost societar de onoare al Teatrului Național din București.
A fost căsătorită cu actorul Andrei Ionescu.

## Activitate politică
Ileana Stana-Ionescu a fost aleasă deputat de București în legislatura 2000-2004, ca reprezentantă a minorității italienilor din România.
Ileana Stana-Ionescu a fost membru în grupul parlamentar de prietenie cu Republica Italiană și președinte al grupului parlamentar de prietenie cu Republica Panama.

## Roluri în teatru

### Teatrul de Stat Reșița (1955 - 1959)
- Zina - Familia lui Allan de Gusein Muhtarov, regia Eugen Vancea, 1959
- Natalia - Vassa Jeleznova de Maxim Gorki, regia Eugen Vancea, 1958
- Tereza - Rețeta fericirii de Aurel Baranga, regia Eugen Vancea, 1958
- Kathleen - Kathleen de Michael Sayers, regia Iosif Maria Biță, 1958
- Făt Frumos - Înșir`te mărgărite de Victor Eftimiu, regia Alexandru Miclescu, 1958
- Agripina - Ochiul babei de Ion Creangă, regia Iosif Maria Biță, 1957
- Mariana - Nota zero la purtare de Octavian Sava și Virgil Stoenescu, regia Iosif Maria Biță, 1957
- Anejca - Judecată sângeroasă de Iosif Kaxetan Tyl, regia Ion Deloreanu, 1956
- Agnes - Școala femeilor de Molière, regia Gheorghe Ionescu, 1955 - Debut

### Teatrul Tineretului Piatra Neamț (1961 - 1966)
- Ema, Anca - Fii cuminte, Cristofor! de Aurel Baranga, regia Cornel Todea, 1964
- Lady Torrance - Orfeu în infern de Tennessee Williams, regia Cornel Todea, 1964
- Cherry - Stația de autobuz de William Inge, regia Ion Cojar, 1964
- Concetta - Mizerie și noblețe de Eduardo Scarpeta, regia Cornel Todea, 1964
- Celia - Casa cu două intrări de Pedro Calderón de la Barca, regia Gheorghe Jora, 1963
- Lissette - Jocul dragostei și al întâmplării de Pierre de Marivaux, regia Lucian Giurchescu, 1962
- Prostituata - Generalul și nebunul de Angelo Vaghenstien, regia Cornel Todea, 1962
- Katea - Povestea unei iubiri de Konstantin Simonov, regia Cristian Munteanu, 1959
- Manți - Nu sunt Turnul Eiffel de Ecaterina Oproiu, regia Ion Cojar, 1965

### Teatrul Național București
- Corul norilor - Comedia norilor după Aristofan, regia Dan Tudor, 2009
- Doamna Mase - Molto, gran' impressione de Romulus Vulpescu, regia Dan Tudor, 2009
- Amelia - Sâmbătă, duminică, luni de Eduardo De Filippo, regia Dinu Cernescu, 2007
- Stăvăroaia - Idolul și Ion Anapoda de G.M. Zamfirescu, regia Ion Cojar, 2006
- Ana Petrovna - Mașinăria Cehov de Matei Vișniec, regia Cristian Ioan, 2003
- Melissa Gardner - Scrisori de dragoste de Albert Ramsdell Gurney, regia Mircea Cornișteanu, 2001
- Phoebe - Cabotinul de John Osborne, regia Alice Barb, 1997
- Contessina - O batistă în Dunăre de D.R. Popescu, regia Ion Cojar, 1997
- Coana Safta - Anton Pann de Lucian Blaga, regia Dan Micu, 1995
- La Poncia - Casa Bernardei Alba de Federico Garcia Lorca, regia Felix Alexa, 1994
- Liubov Ranevskaia - Livada de vișini de A.P. Cehov, regia Andrei Șerban, 1992
- Hecuba - Troienele, Doica - „Medeea de Seneca în „Trilogia antică, regia Andrei Șerban, 1990
- Marina - Bădăranii de Carlo Goldoni, regia Victor Moldovan, 1988
- Chiriachița - Titanic vals de Tudor Mușatescu, regia Mihai Berechet, 1983
- Fräulein - Gaițele de Alexandru Kirițescu, regia Horea Popescu, 1977
- Eleonora - Trei frați gemeni venețieni de Aldo Matiuzzi Colalto, regia David Esrig, 1973
- Chiralina - Coana Chirița de Vasile Alecsandri, regia Horea Popescu, 1969
- Nastasia Filipovna - Idiotul de Fiodor Mihailovici Dostoievski, regia Alexandru Finți, 1969

### Teatrul de Stat Brașov
- Melissa Gardner - Scrisori de dragoste de Albert Ramsdell Gurney, regia Mircea Cornișteanu

### Teatrul Lucia Sturdza Bulandra
- Dacia - Titanic vals de Tudor Mușatescu, regia Toma Caragiu

### Teatrul de revistă Constantin Tănase
- Berta - Boeing, Boeing de Marc Camoletti
- Soția - Micul infern de Mircea Ștefănescu
- Somnoiu - Funcționarul de la domenii de Petre Locusteanu

## Televiziune (selectiv)
- Patima roșie de Mihail Sorbul (Tofana)
- Doctor fără voie de Molière
- Gaițele de Alexandru Kirițescu (Zoita)
- Titanic vals de Tudor Mușatescu (Dacia)
- Doctor în filosofie de Bronislav Nușici (Dna Draga)
- Nu-ți plătesc de Eduardo de Fillippo (Mama)
- Când vine barza de Andre Roussin (Olimpe Jaquet)
- Invitație la castel de Jean Anouilh (Constesa Funella)
- ...escu de Tudor Mușatescu (Miza)
- Inelul de briliant după Liviu Rebreanu

## Filmografie
- Merii sălbatici (1964)
- Un film cu o fată fermecătoare (1967)
- Drum în penumbră (1972)
- Păcală (1974)
- Un august în flăcări (1974) - serial TV
- Zidul (1975)
- Gloria nu cântă (1976)
- Serenadă pentru etajul XII (1976)
- Tufă de Veneția (1977)
- Eu, tu, și... Ovidiu (1978)
- Al patrulea stol (1979)
- Singur printre prieteni (1980)
- Dumbrava minunată (1980)
- Șantaj (1981) - maiorul Minerva Tutovan
- Alo, aterizează străbunica!... (1981)
- Grăbește-te încet (1982)
- Pe malul stîng al Dunării albastre (1983)
- Secretul lui Bachus (1984)
- Cucoana Chirița (1987)
- Cuibul de viespi (1987) - Fraulein
- Secretul lui Nemesis (1987)
- Zîmbet de Soare (1988)
- Chirița în Iași (1988)
- ...escu (1990)
- Campioana (1991)
- Harababura (1991)
- Bloodlust: Subspecies III (1994)
- Meurtres par procuration (1995) - Directoarea
- Aici nu mai locuiește nimeni (film TV, 1995)
- Sexy Harem Ada Kaleh (2001)
- Căsătorie imposibilă (2004) - serial TV
- Milionari de weekend (2004) - soția lui Saizman
- O soacră de coșmar (2006) - serial TV
- Păcală se întoarce (2006) - soția deputatului
- Fetele marinarului (2009)- serial TV - Marta
- Iubire elenă (2012)
- Las Fierbinti  (2012) - serial TV - mama primarului

## Premii și distincții
- Clacheta de aur U.A.R.F. pentru merite deosebite în dezvoltarea artei și culturii cinematografice, 2001[12]
- Premiul de Excelență al Galei UNITER, Trofeul „Dionysos" pentru „O batistă în Dunăre" de D.R. Popescu, regia Ion Cojar, 1998
- Premiul ACIN România pentru rolul secundar în filmul „Aici nu mai locuiește nimeni", regia Malvina Urșianu, 1996
- Premiul de interpretare feminină pentru rolul Coana Safta - „Anton Pann", de Lucian Blaga la Festivalul Lucian Blaga, 1995
- Premiul special al juriului pentru întreaga activitate artistică, 1985
- Premiul Teatrului Național pentru activitatea artistică, 1976
- Festivalul Național de teatru pentru rolul Chiralina - „Coana Chirița" de Tudor Mușatescu, regia Horea Popescu, 1969
- Premiul de interpretare la Concursul republican pentru rolul Prostituata - Generalul și nebunul de Angelo Vagenstein, regia Cornel Todea, 1963[13]
- Ordinul național Serviciul Credincios în grad de Cavaler (30 mai 2002), alături de alți actori, „pentru prestigioasa cariera artistică și talentul deosebit prin care au dat viață personajelor interpretate în filme, dar și pe scenă, cu prilejul celebrării unui veac de film românesc” [14]